# Argentochiloides meridionalis
Argentochiloides meridionalis là một loài bướm đêm trong họ Crambidae.